# Нечаев, Василий Ильич
Васи́лий Ильи́ч Неча́ев (11 января 1920, Москва — февраль 1999, Москва) — советский и российский математик, доктор физико-математических наук (1975), профессор.
В. И. Нечаеву принадлежат важные результаты в области аналитической теории чисел: новые верхние и нижние оценки в проблеме Варинга для специальных целозначных многочленов
{\displaystyle {\frac {x(x+1)\ldots (x+n-1)}{n!}}}
правильные по порядку оценки сверху полных рациональных тригонометрических сумм, улучшающие оценки Хуа Локена; оценки полных тригонометрических сумм и сумм с характерами с рекуррентными функциями. В. И. Нечаев получил также ряд значительных результатов в теории линейно-рекуррентных последовательностей над конечными полями. Его идеи и результаты оказали существенное влияние на развитие этой ветви прикладной математики.

## Биография
Василий Ильич Нечаев родился 11 января 1920 года в Москве. Его интерес к математике и математический талант были очевидны ещё в школе. Школьные годы стали для него также временем активного самообразования. В 1937 году он поступает на физико-математический факультет Московского городского педагогического института и оканчивает его с отличием в июне 1941 года.
15 октября 1941 года В. И. Нечаев добровольцем ушёл в Красную Армию. Участвовал в сражениях под Москвой и Сталинградом, прошёл с боями всю войну, дважды был ранен. Войну закончил младшим лейтенантом.
После войны В. И. Нечаев приступает к активной научной работе, и вся его последующая деятельность связана с МГПИ им. В. И. Ленина и Математическим институтом имени В. А. Стеклова АН СССР. Демобилизовавшись из армии, он возвращается в институт и учится в аспирантуре под руководством профессора М. К. Гребенчи. По окончании аспирантуры в 1949 году по рекомендации академика И. М. Виноградова становится заведующим кафедрой алгебры и элементарной математики МГПИ. С 1963 года — старший, а затем — ведущий научный сотрудник МИАН СССР (позднее РАН). Одновременно продолжает педагогическую деятельность в МГПИ. С 1978 года и до конца жизни руководит кафедрой теории чисел МГПУ. С 1948 года — кандидат физико-математических наук, с 1975 года — доктор физико-математических наук, профессор.
В. И. Нечаев был женат на Клавдии Тырковой (Нечаевой), от брака есть две дочери — Нечаева Тамара Васильевна (кандидат экономических наук (математическое моделирование экономических процессов), ветеран труда) 1951—2022 гг. и Шитова (Нечаева) Людмила Васильевна (редактор, корректор, дизайнер-верстальщик, ветеран труда) 1960—2018 гг.
В. И. Нечаев был одним из крупнейших специалистов по вопросам педагогического образования, автором учебных программ по алгебре, теории чисел, числовым системам, элементарной математике, прикладным вопросам теории чисел; автором нескольких учебников, многочисленных статей в математической, детской, школьной математической энциклопедиях.
На протяжении многих лет профессор В. И. Нечаев являлся членом редколлегии журнала «Математические заметки», членом Совета математического факультета МПГУ, членом специализированного Совета по присуждению учёных степеней и членом секции алгебры и теории чисел научно-методического Совета по математике и вычислительной технике УМО на базе МПГУ.
В. И. Нечаев много лет работал в области прикладной математики. Он был одним из инициаторов включения этого предмета в учебную программу математического факультета МПГУ.

## Награды
- За боевые заслуги в Великой Отечественной войне награждён боевыми медалями, орденами «Красной звезды» и «Отечественной войны».
- За работу в области прикладной математики награждён орденом «Знак Почёта».
- За успехи в педагогической деятельности награждён знаком «Отличник народного просвещения» и Золотой медалью ВДНХ.

## Сочинения
1. Нечаев В. И. Элементы криптографии (основы теории защиты информации). — М.: Высшая школа, 1999. — 109 с. — ISBN 5-06-003644-8.
2. Нечаев В. И.. Распределение знаков в последовательности прямоугольных матриц над конечным полем // Тр. МИАН : журнал. — 1997. — Т. 218, № 1. — С. 335—342.
3. Нечаев В. И.. К вопросу о сложности детерминированного алгоритма для дискретного логарифма // Математические заметки : журнал. — 1994. — Т. 55, № 2. — С. 91—101.
4. Нечаев В. И., Топунов В. Л.. Оценка модуля полных рациональных тригонометрических сумм третьей и четвёртой степени // Тр. МИАН : журнал. — 1981. — Т. 158, № 1. — С. 125—129.
5. Нечаев В. И.. К вопросу о представлении натуральных чисел суммой слагаемых вида x(x+1)…(x+n−1)/n! // Тр. МИАН СССР : журнал. — 1976. — Т. 142, № 1. — С. 195—197.
6. Нечаев В. И. Числовые системы. — М.: Просвещение, 1975. — 199 с.
7. Нечаев В. И.. Оценка полной рациональной тригонометрической суммы // Математические заметки : журнал. — 1975. — Т. 16, № 6. — С. 839—849.
8. Нечаев В. И.. Линейные рекуррентные сравнения с периодическими коэффициентами // Математические заметки : журнал. — 1968. — Т. 3, № 6. — С. 625—632.
9. Нечаев В. И., Степанова Л. Л.. Распределение невычетов и первообразных корней в рекуррентных последовательностях над полем алгебраических чисел // УМН : журнал. — 1965. — Т. 20, № 3. — С. 197—203.
10. Нечаев В. И.. О представлении натуральных чисел суммой слагаемых вида x(x+1)⋯(x+n−1)/n! // Изв. АН СССР. Сер. матем. : журнал. — 1953. — Т. 17, № 6. — С. 485—498.
11. Нечаев В. И.. Проблема Варинга для многочленов (неопр.) // Тр. МИАН СССР. — 1951. — Т. 38, № 1. — С. 190—243.